# Movimiento de Lucha Árabe para la Liberación de Ahvaz
El Movimiento de Lucha Árabe para la Liberación de Ahvaz o Al-Ahvaziya es un grupo insurgente nacionalista árabe. Su intención es convertir en un estado soberano la provincia de Juzestán —de mayoría árabe— en el sudoeste de Irán. Es calificado como «organización terrorista internacional» por parte del gobierno iraní. Recibe el nombre de ASMLA por sus siglas en idioma árabe.

## Historia
En 1999, Ahmad Mola Nissi y Habib Yabar Ahvazi, activistas por la independencia de Juzestán, establecieron la organización nacionalista para continuar la lucha política por la independencia de Ahvaz (capital de la provincia iraní).
El 12 de junio de 2005, ASMLA asumió la responsabilidad de lanzar cuatro bombas, matando a ocho personas e hiriendo a 75.
El 24 de enero de 2006, ASMLA lanzó dos bombas en la ciudad de Ahvaz, matando a nueve personas e hiriendo a cuarenta y seis. La primera bomba explotó a las 9:30 a. m. fuera del Banco Saman. La segunda bomba estalló a las 10:00 a. m. fuera del edificio de la agencia ambiental del gobierno. Irán atribuyó las explosiones a los "ocupantes de Irak", pero ASMLA se atribuyó la responsabilidad al día siguiente. El gobierno iraní arrestó a cincuenta sospechosos por su participación en los bombardeos.
El 16 de mayo de 2015, ASMLA reclamó la responsabilidad de un ataque contra una oficina del gobierno iraní en Susangerd.
El 3 de enero de 2017, el ala militante de la ASMLA, las Brigadas de los Mártires Al-Nasser Mohiuddin, afirmó haber volado dos oleoductos en el occidente de la provincia de Juzestán; el gobierno iraní en Teherán negó el reclamo, y sostuvo que no había disturbios en su población árabe. El ASMLA declaró que los ductos específicos habían sido completamente destruidos, infligiendo "daños mayores y fuertes pérdidas de combustible". Tras el ataque, uno de los comandantes de campo de la Brigada Mohiuddin declaró que 2017 sería diferente de los años anteriores, ya que el movimiento había preparado un plan preciso y específico de ataques significativos contra el vital y sensible centro económico del "Enemigo Persa".
Ahmad Mola Nissi, el líder de ASMLA, fue asesinado a tiros el 8 de noviembre de 2017 frente a su casa en La Haya, en los Países Bajos.
El 22 de septiembre de 2018, ASMLA se atribuyó la responsabilidad por el ataque del desfile militar Ahvaz en 2018 en comentarios de sus miembros refugiados en Reino Unido. Argumentaron que una rama local de ASMLA, la Resistencia Nacional de Ahwaz realizó el ataque, justificando que no tienen "más remedio que resistir". El 23 de septiembre, una declaración hecha en La Haya, Países Bajos , en el sitio web de ASMLA, negó la responsabilidad del ataque, diciendo que la reclamación fue hecha por un "grupo que fue expulsado de la organización desde 2015".